# Álvaro Gestido
Álvaro Pelegrín Gestido (Montevideo, 1907. május 17. – Treinta y Tres, 1957. január 18.) olimpiai és világbajnok uruguayi válogatott labdarúgó.
Az uruguayi válogatott tagjaként részt vett az 1930-as világbajnokságon az 1928. évi nyári olimpiai játékokon illetve az 1929-es Dél-amerikai bajnokságon.

## Sikerei, díjai
Peñarol
- Uruguayi bajnok (7): 1928, 1929, 1932, 1935, 1936, 1937, 1938

Uruguay
- Világbajnok (1): 1930
- Olimpiai bajnok (1): 1928